# 労働者の闘争
労働者の闘争（ろうどうしゃのとうそう、フランス語: Lutte ouvrière, 略称：LO）は、フランスのトロツキスト政党。フランス政界においては「極左政党」と分類されることが多いが、フランスではフランス社会党やフランス共産党のような「既成左翼政党」より政策的に「左」に位置する勢力が「極左」（Extrême Gauche）と見なされることによる。国際的なトロツキスト運動の一潮流である国際共産主義者連盟のフランス支部でもあり、その最大組織である。現在の党首（スポークスマン）はナタリー・アルトー。

## 歴史
フランスに留学していたルーマニア人トロツキストであるデービッド・ケルナーによって1939年に設立されたトロツキストの小さなサークルを源流とする。このサークルは、1947年のルノーでのストライキに積極的に関与、支援するが、この闘争で消耗し、1952年に崩壊する。このグループを復活させる様々な試みがロベール・バルシア、ピエール・ボイスらによってなされ、1956年に『Voix Ouvriere-労働者の声』へと発展的に設立された。VOは、1968年のパリ五月革命での「役割」によって当局によって解散命令を受け、『Lutte Ouvriere-労働者の闘争』に改組された。
LOは、その設立から一貫して「先進的労働者の結晶としての革命的労働者党の形成」をめざし、その活動の多くを、労働組合内部でのイニシアチブ獲得あるいは労組の「急進化」を図るような活動や街頭デモのような大衆運動ではなく、自派に「先進的労働者」を獲得するための宣伝に比重を置く組織スタイルに特徴がある。また、大衆運動よりも、選挙での議席獲得に力を入れることで、フランス共産党に取って代わる左翼政党となることをめざす。

## 近年の活動

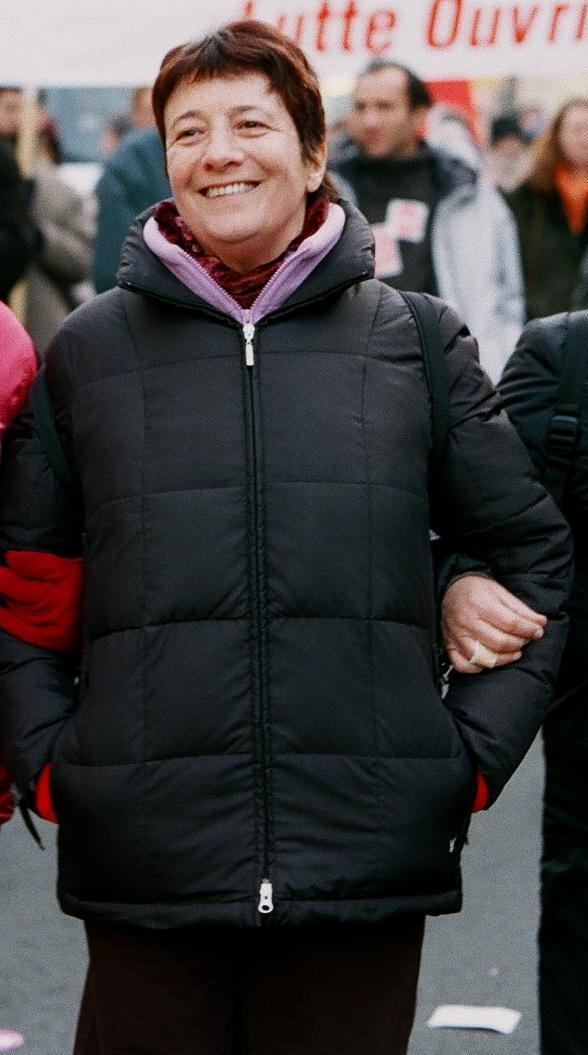
アルレット・ラギエ（2005年）

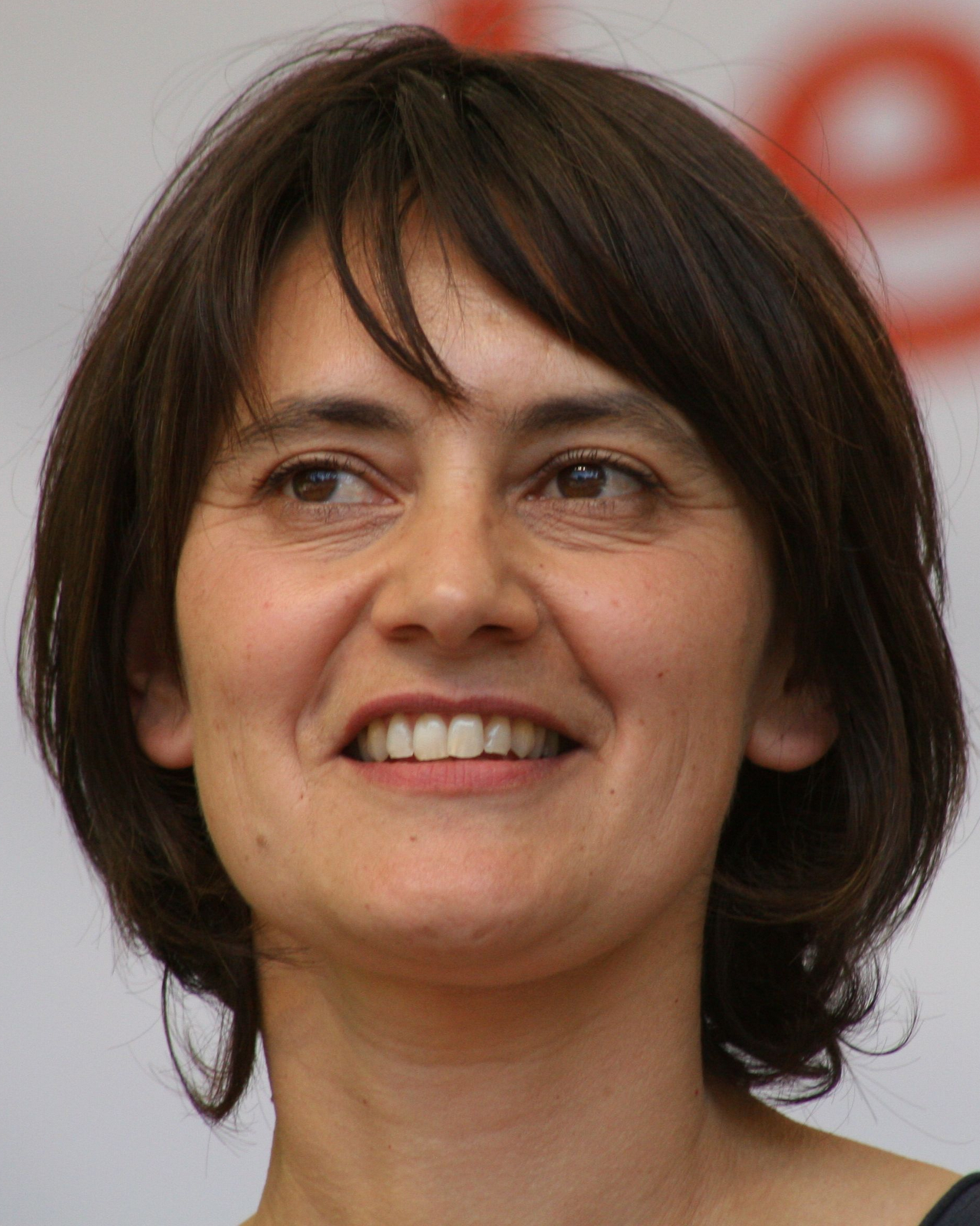
ナタリー・アルトー（2012年）

元銀行員で「労働者諸君！」で始まる演説のスタイルで一定の大衆的人気を誇るアルレット・ラギエを擁して、「プロレタリア独裁」を公約に掲げ1974,1981,1988,1995,2002年と五度、フランス大統領選挙に挑戦しており、95年には5.3%、02年にはフランス共産党の候補を上回る5.72%の票を獲得した。LOは、2002年大統領選で、極右の国民戦線のルペン候補とジャック・シラクの決選投票に際して「シラクもルペンも右翼であり、プロレタリアートに右翼への投票を呼びかけるのは誤り」という立場から「投票ボイコット」を呼びかけ、フランス共産党やフランス社会党、革命的共産主義者同盟（LCR）などが「反ルペンの投票を」と呼びかけたのに比して、際立った立場を示した。1999年欧州議会議員選挙では、LCRと共同リストを作成して選挙に臨み2議席を獲得した（LCRは3議席）。
LOは、2007年フランス大統領選挙でもラギエを擁立したが、前回大統領選における極右政党国民戦線のジャン＝マリー・ル・ペン候補が決選投票に進出した衝撃から「左の左」支持層が「勝てる候補」に投票するという傾向を示し、また社会党セゴレーヌ・ロワイヤルの「（右派に勝てる）有効な投票を」という呼びかけが功を奏して全体として「左の左」が陥没した状況の中で、ラギエも488,119票の獲得（得票率1.33%）に留まり（12人の立候補者中9位）、前回・前々回と比して大後退するという結果となった。ラギエは、高齢を理由にこの選挙を「最後の出馬」として、次回以降は若手後継者を立てると表明した。LOは、この選挙の第一次投票の結果が出た直後に、フランス社会党のセゴレーヌ・ロワイヤル候補と右派のニコラ・サルコジ候補の対決となった決選投票においては、「反右派」の立場からロワイヤルへの投票を呼びかけている。2012年フランス大統領選挙ではラギエのスポークスマンを務め08年から同氏の後継者となったナタリー・アルトーを擁立したが、4月の第1回投票では202,561票（0.56%）で9位に留まった。

## 各大統領選の記録
| 年度   | 立候補者名         | 得票率 | 得票数    | 結果 |
| ------ | ------------------ | ------ | --------- | ---- |
| 1974年 | アルレット・ラギエ | 2.33%  | 595,247   | 落選 |
| 1981年 | アルレット・ラギエ | 2.30%  | 668,057   | 落選 |
| 1988年 | アルレット・ラギエ | 1.99%  | 606,201   | 落選 |
| 1995年 | アルレット・ラギエ | 5.30%  | 1,615,653 | 落選 |
| 2002年 | アルレット・ラギエ | 5.72%  | 1,630,244 | 落選 |
| 2007年 | アルレット・ラギエ | 1.33%  | 487,857   | 落選 |
| 2012年 | ナタリー・アルトー | 0.56%  | 202,561   | 落選 |
| 2017年 | ナタリー・アルトー | 0.64%  | 232,384   | 落選 |
| 2022年 | ナタリー・アルトー | 0.56%  | 197,094   | 落選 |

## 国際共産主義者連盟
LOが形成している国際革命組織である国際共産主義者連盟は、フランスの海外県や旧宗主国のフランス語圏を中心に組織されているが、フランス以外の国では、「サークル」に近い小党派しか組織できていない、といえる。
- 国際共産主義者連盟各国支部
  - フランス海外県カリブ諸島 - Combat Ouvrier
  - アフリカ - Union Africaine des Travailleurs Communistes Internationalistes（UATCI）
  - ハイチ - Organisation Révolutionnaire des Travailleurs（OTR-UCI）
  - イギリス - Workers' Fight
  - トルコ - Sınıf Mücadelesi
  - スペイン - Lucha de Clase